# جين وون
جين وون (هانغل: 정진운) ممثل ومغني كوري جنوبي، ولد في الثاني من مايو 1991. ونشأ في عاصمة كوريا الجنوبية سيول. وهو عضو في فرقة باسم "2am".

## وصلات خارجية
- جين وون على موقع IMDb (الإنجليزية)
- جين وون على موقع ميوزك برينز (الإنجليزية)
- جين وون على موقع ديسكوغز (الإنجليزية)
- جين وون على موقع قاعدة بيانات الفيلم (الإنجليزية)